# Daria Moshynska
Daria Moshynska (en ucraniano: Дар'я Мошинська; 31 de octubre de 2007) es una deportista ucraniana que compite en natación sincronizada.
Ganó cuatro medallas en el Campeonato Mundial de Natación entre los años 2022 y 2024, y cuatro medallas en el Campeonato Europeo de Natación, en los años 2022 y 2025. En los Juegos Europeos de Cracovia 2023 consiguió una medalla de plata.

## Palmarés internacional
| Campeonato Mundial | Campeonato Mundial | Campeonato Mundial | Campeonato Mundial |
| Año                | Lugar              | Medalla            | Prueba             |
| ------------------ | ------------------ | ------------------ | ------------------ |
| 2022               | Budapest (Hungría) | Medalla de oro     | Combinación libre  |
| 2022               | Budapest (Hungría) | Medalla de oro     | Rutina especial    |
| 2023               | Fukuoka (Japón)    | Medalla de bronce  | Equipo libre       |
| 2024               | Doha (Catar)       | Medalla de plata   | Rutina acrobática  |
| Juegos Europeos    |                    |                    |                    |
| Año                | Lugar              | Medalla            | Prueba             |
| 2023               | Oświęcim (Polonia) | Medalla de plata   | Rutina acrobática  |
| Campeonato Europeo |                    |                    |                    |
| Año                | Lugar              | Medalla            | Prueba             |
| 2022               | Roma (Italia)      | Medalla de oro     | Combinación libre  |
| 2022               | Roma (Italia)      | Medalla de oro     | Rutina especial    |
| 2025               | Funchal (Portugal) | Medalla de plata   | Equipo técnico     |
| 2025               | Funchal (Portugal) | Medalla de plata   | Rutina acrobática  |